# Артоксар
Артоксар (др.-перс. Artaxšara; 465—419 до н. э.) — влиятельный пафлагонский евнух, служивший при дворах Артаксеркса I и Дария II и сыгравший одну из центральных ролей во время их правления.

## Биография
Как утверждал Ктесий, когда Артоксару было 20 лет, он участвовал в посольстве к мятежному сатрапу Мегабизу. Царь Артаксеркс I и Мегабиз помирились примерно в 445 году до н. э. Несмотря на это, Мегабиз снова впал в немилость и был изгнан в городок у Персидского залива. Сам Артоксар, помогавший Мегабизу добиться расположения персидского царя, был изгнан в Армению. Впрочем, некоторые считают, что он на самом деле был назначен сатрапом Армении, но Ктесий прямо на это не указывал.
После смерти Артаксеркса в 424 году до н. э. его сыновья Ксеркс II, Секудиан и Дарий II начали гражданскую войну друг с другом. Артоксар вместе с начальником конницы Арбаром и сатрапом Египта Арсамом перешли на сторону Дария II. После победы Дария II и его воцарения Артоксар стал одним из самых влиятельных людей при дворе. Артоксар был послан против Арсита, брата Дария II, который, желая захватить трон, поднял мятеж. Артоксар потерпел два крупных поражения от войск Арсита, но победил последнего в третьей битве, подкупив его греческих наёмников. Легкомысленно поверив в милосердие брата, Арсит сдался в плен и был казнён.
Из семейного архива Мурашу в Ниппуре известно имя Арташхару, которое причисляется к Артоксару из классических источников. Согласно этим архивам, владения Manuštånu (предположительно Меностан) отошли к Артоксару после воцарения Дария II.